# مدهون (الضليعة)

'

تعديل مصدري - تعديل

مدهون هي إحدى قرى عزلة الضليعة بمديرية الضليعة التابعة لمحافظة حضرموت، بلغ تعداد سكانها 110 نسمة حسب تعداد اليمن لعام 2004.